# Power Macintosh 8100
A Power Macintosh 8100 számítógépet az Apple gyártotta és forgalmazta 1994. március 14. és 1995. január 3. között. A Power Macintosh 8100 a Power Macintosh számítógép-családba tartozott. A Power Macintosht szokás Power Mac-ként vagy PM-ként említeni szóban és írásban, az Apple hivatalosan az első G4-es Power Macnél használta a Power Mac megnevezést.

## Története
Az Apple három modell egyszerre történő bemutatásával nyitotta a Power Macintosh korszakot. A csúcskategóriás Power Macintosh 8100 mellett mutatta be a Macintosh IIvx asztali házában elhelyezett középkategóriás Power Macintosh 7100-zat és a belépő szintű Power Macintosh 6100-t.
Az eredeti terv az volt, hogy az első Power Macintosh gépet 1994. január 24-én, pontosan tíz évvel az első Macintosh megjelenése után adják ki. Ian Diery, a személyi számítógép részleg alelnöke, a megjelenés dátumát március 14-re helyezte át, hogy a gyártásnak elegendő ideje legyen az értékesítési csatornák feltöltéséhez elegendő gép megépítésére, és ezzel egy időben a Macintosh processzor-frissítési kártya is elérhető legyen. Ez eltért az Apple korábbi gyakorlatától, jellemzően hónapokkal az új Macintoshok bemutatása után adtak ki frissítési csomagokat.
A Power Macintosh-t hivatalosan a manhattani Lincoln Center for the Performing Arts-ban mutatták be március 14-én. Az új Power Macintosh modellek előrendelése élénk volt, és a bejelentett 150 000 gépet már addig eladták.
A Power Mac eredeti indító harangját Stanley Jordan jazz zenész rögzítette.
A bemutatott PM 8100-at 80 MHz-es PowerPC 601 processzor vezérelte, 1995 januárjában 100 MHz-re emelték a sebességet. A PM 8100 fontosabb verziója a PM 8100AV volt, az AV az audió (hang) és videó ki/bemeneti képességet jelölte. A gépet az Apple hang– és videó–szerkesztésre szánta, ezért megfelelő videó és hang ki– és bemeneti lehetőséggel látta el. A 110 MHz-es modellt 1994 novemberében mutatták be, Japánban a PM 8115 nevet kapta ez a verzió.
A többi első generációs Power Macintoshoz hasonlóan a PM 8100 is rendszermemóriát használ a videóhoz, a felbontástól és a bitmélységtől függően akár 615 KB-t is. A PDS videokártya is rendelkezett saját memóriával, így lehetőség volt két monitor használatára. A jobb teljesítmény érdekében egy kijelző használatakor azt a videokártya szolgálta ki, nem az alaplapi kijelző-meghajtó.
Érdekesség, hogy Sandra Bullock, mint Angela Bennett rendszerelemző, Power Macintosh 8100-at használt munkaállomásaként a A hálózat csapdájában (1995) című filmben.
1995 augusztusában a 8100-as gyártása megszűnt, helyére a Power Macintosh 8500 került.

## Power Macintosh 8100 verziók
- 1994. március 14. Power Macintosh 8100/80
- 1994. március 14. Power Macintosh 8100/80AV
- 1994. április 25. Workgroup Server 8150
- 1994. november 3. Power Macintosh 8100/110
- 1995. január 3. Power Macintosh 8100/100[4][15][16]
- 1995. január 3. Power Macintosh 8100/100AV
- 1995. február 23. Power Macintosh 8115/110
- 1995. április 3. Workgroup Server 8150/110

## A Power Macintosh 8100 technikai leírása
A álló házas gép súlya 11,3 kg, magassága 356 mm, szélessége 196 mm és mélysége 400 mm volt. A számítógépet 80 MHz-es PowerPC 601 processzor vezérelte (L1 cache: 32kB, L2 cache: 256k), a rendszerbusz 40 MHz-en működött. Az adatokat a 250 MB, 500 MB, 1 GB SCSI belső merevlemezre lehetett elmenteni. Külső adattárolási lehetőséget az 1,44 MB kapacitású hajlékonylemez meghajtó és 2x CD-ROM (opc.) kínált. A gépet System 7.1.2 operációs rendszerrel szállították. Az alaplapra 8 MB memória került. A nyolc memória helyre az alapkonfigurációban 8 MB, 16 MB (80 ns) memóriát ültettek, maximálisan 264 MB kezelésére volt képes a gép a gyári specifikáció szerint. A számítógépnek nem volt saját kijelzője. A videó-kimeneten át 832x624 képpont felbontású jelet adott ki. A kép megjelenítést 2 MB (maximum: 4 MB) videó-memória támogatta. A gép egy portot – AAUI-15 – kínált Ethernet csatlakozáshoz és nem volt beépített modeme. A gépnek a következő csatlakozói voltak: egy ADB,  egy DB-25 SCSI-hoz, két Geoport, és egy mikrofon (Plain Talk). A gép bővíthetőségét szolgálta egy LC PDS bővítőhely. Külső SCSI eszköz (merevlemez) csatlakoztatására is volt lehetőség.

## Technikai adatok táblázatban
A táblázat nem tartalmazza az összes műszaki paramétert. Az egyes modelleknél a bemutatáskor érvényes adatokat soroljuk fel, a későbbi frissítéseket nem. Az adatok az Apple adatlapjáról származnak, a hiányzó adatok – egyes gépeknél a kivezetés időpontja, az összes kijelző adat, üzemóra adat... – az Everymac.com oldalról és a Mactracker alkalmazásból valók.
| Gép nevebemutatva kivezetveoperációs rendszer    | Méretmagasság szélesség mélység súly | Processzorprocesszor @órajel L1 és L2 cacherendszerbusz | Memóriaalap max. @sebességhely, típus                 | Háttértármerevlemezkülső adathordozó        | Kijelzőmérete felbontása (képpont)           | Grafikavideókártyamemória (max.) VRAM típus  | Csatlakozók, bővíthetőségEthernetmodembelső bővítőhelyegyéb |
| ------------------------------------------------ | ------------------------------------ | ------------------------------------------------------- | ----------------------------------------------------- | ------------------------------------------- | -------------------------------------------- | -------------------------------------------- | ----------------------------------------------------------- |
| PM 81001994. márc. 14. 1995. jan. 3.System 7.1.2 | 356x196x400 mm 11,3 kg álló házas    | PowerPC 601 @80 MHz L1: 32kB L2:256kBusz: @40 MHz       | 8 MB, 16 MB max: 264 MB @80 nsnyolc hely, 72-pin SIMM | 250 MB, 500 MB, 1 GB (SCSI)2x CD-ROM (opc.) | nincs kijelző.Videókimenet: 832x624 képpont. | Integrált/Dedikált2 MB / 4 MB 512k VRAM SIMM | Ethernet: AAUI-15–egy 601 PDS vagy három NuBus              |

## Power Macintosh számítógépek az időben
| A Power Macintosh számítógépek idővonalon |
| --- |
| |
| A színek kezdete a bemutató időpontja, a forgalmazás több esetben is hónapokkal később kezdődött. Megeshet, hogy egy csík végét kitakarja egy másik csík eleje. Előfordul, hogy a gyártás befejezését követően még egy ideig forgalomban marad a gép adott verziója. A 6100/66 géppel kezdődő sorok az asztali, fekvő Power Macintoshok, a 8100/80 géppel kezdődő sorok az álló Power Macintosok, a kis álló házat szürke csík jelöli. Az 5200/75 LC géppel kezdődő sorok a kijelzővel egybeépített Power Macintoshok. Az Apple adatlapokon nem szereplő adatok forrása az EveryMac. |

## Fordítás
Ez a szócikk részben vagy egészben  a   Power Macintosh 8100 című angol Wikipédia-szócikk ezen változatának fordításán alapul.  Az eredeti cikk szerkesztőit annak laptörténete sorolja fel. Ez a jelzés csupán a megfogalmazás eredetét és a szerzői jogokat jelzi, nem szolgál a cikkben szereplő információk forrásmegjelöléseként.